# Alexandria (guvernement)
 For alternative betydninger, se Alexandria (flertydig). (Se også artikler, som begynder med Alexandria)
Guvernementet Alexandria  eller Al Iskandariyah (Alexandria) (arabisk: الإسكندرية) er en region i det nordlige Egypten ved Middelhavet.
Dens hovedstad er byen Alexandria, hjemsted for det antikke Biblioteket i Alexandria, datidens største og mest berømte bibliotek som, uklart hvornår, nedbrændte samt hjemsted for det nye bibliotek og kulturcenter Bibliotheca Alexandrina indviet i 2003 og opført blot omkring 100 meter fra dets antikke forgænger.
Alexandria regnes som den anden hovedstad i Egypten, som den en gang var, i de tidlige tider under romerne.

## Eksterne kilder og henvisninger
- Forskellig statistisk information

31°10′N 29°53′Ø / 31.167°N 29.883°Ø